# Maia
Maia – miejscowość w Portugalii, leżąca w dystrykcie Porto, w regionie Północ w podregionie Grande Porto. Miejscowość jest siedzibą gminy o tej samej nazwie. 

## Demografia
| Liczba ludności gminy Maia (1801–2011) | Liczba ludności gminy Maia (1801–2011) | Liczba ludności gminy Maia (1801–2011) | Liczba ludności gminy Maia (1801–2011) | Liczba ludności gminy Maia (1801–2011) | Liczba ludności gminy Maia (1801–2011) | Liczba ludności gminy Maia (1801–2011) | Liczba ludności gminy Maia (1801–2011) | Liczba ludności gminy Maia (1801–2011) | Liczba ludności gminy Maia (1801–2011) |
| -------------------------------------- | -------------------------------------- | -------------------------------------- | -------------------------------------- | -------------------------------------- | -------------------------------------- | -------------------------------------- | -------------------------------------- | -------------------------------------- | -------------------------------------- |
| 1801                                   | 1849                                   | 1900                                   | 1930                                   | 1960                                   | 1981                                   | 1991                                   | 2001                                   | 2004                                   | 2011                                   |
| 28 312                                 | 16 539                                 | 20 367                                 | 29 536                                 | 53 643                                 | 81 679                                 | 93 151                                 | 120 111                                | 130 254                                | 135 306                                |

## Sołectwa
Sołectwa gminy Maia (ludność wg stanu na 2011 r.)
- Águas Santas – 27 470 osób
- Barca – 2633 osoby
- Folgosa – 3704 osoby
- Gemunde – 5215 osób
- Gondim – 2208 osób
- Gueifães – 11 964 osoby
- Maia – 12 406 osób
- Milheirós – 4861 osób
- Moreira – 12 890 osób
- Nogueira – 5473 osoby
- Pedrouços – 12 149 osób
- Santa Maria de Avioso – 4513 osób
- São Pedro de Avioso – 3826 osób
- São Pedro Fins – 1837 osób
- Silva Escura – 2507 osób
- Vermoim – 15 764 osoby
- Vila Nova da Telha – 5886 osób

## Współpraca
- Andrézieux-Bouthéon, Francja
- Mantes-la-Jolie, Francja
- Portimão, Portugalia
- Sault Ste. Marie, Kanada
- Mbombela, Południowa Afryka